# Gymnobela brunnistriata
Gymnobela brunnistriata é uma espécie de gastrópode do gênero Gymnobela, pertencente a família Raphitomidae.